# Retard (musique)
Pour les articles homonymes, voir Retard.
 (septembre 2007).
Si vous disposez d'ouvrages ou d'articles de référence ou si vous connaissez des sites web de qualité traitant du thème abordé ici, merci de compléter l'article en donnant les références utiles à sa vérifiabilité et en les liant à la section « Notes et références ».

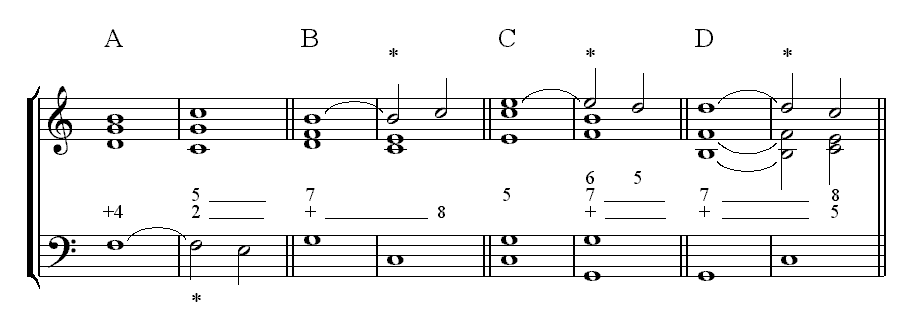
Retards sur cadence parfaite

En harmonie tonale, un retard est la prolongation d'une note réelle d'un premier accord sur l'accord qui lui succède. Dans ce deuxième accord, la note en question devient une note étrangère produisant une dissonance passagère en se substituant à une note réelle de cet accord. Le retard est, avec la pédale, le moyen le plus ancien d'introduire des tensions.
Le phénomène du retard se produit sur trois notes successives appartenant à trois accords successifs :
1. La première note, préparatoire, est une note réelle du premier accord.
2. La deuxième note, attractive, est le retard proprement dit : plus exactement, il s'agit du prolongement de la première note sur le deuxième accord, au sein duquel ce retard produit une dissonance. (N.B. : si, au lieu d'être la prolongation de la note préparatoire, la note attractive est sa répétition, on n'a plus affaire à un retard mais à une appoggiature préparée.)
3. La troisième note, résolutive, appelée également note retardée, est ordinairement une note réelle du troisième accord.

## Chiffrage

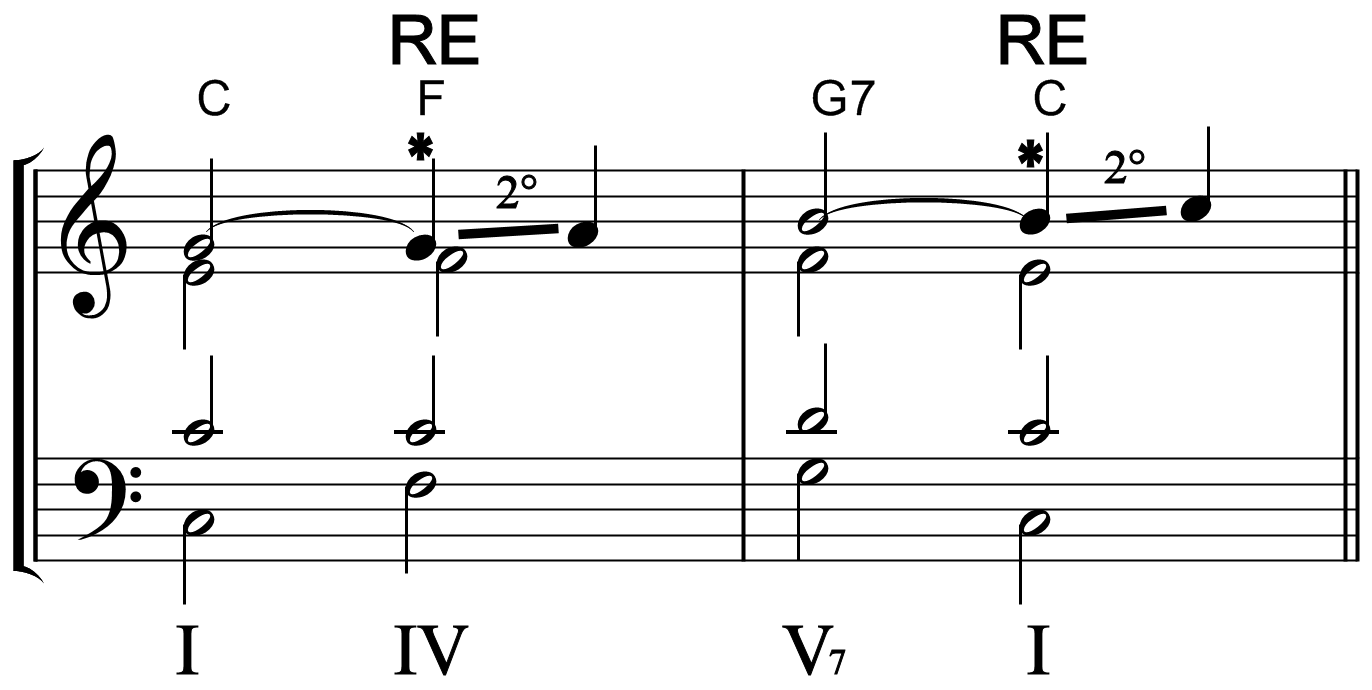
Retard avec chiffrage.

Tout retard peut être chiffré. On fait habituellement précéder le chiffre de la note résolutive par le chiffre du retard (exemple C). Lorsque l'accord à retard correspond à un accord classé, on utilise le chiffrage de ce dernier. Cependant, si la note retardée est à la basse, on indique le chiffrage sur la note résolutive, en faisant précéder celui-ci d'une ligne horizontale. Quand toutes les notes d'un accord (sauf la basse) sont retardées, on prolonge les chiffres de l'accord préparatoire par des lignes horizontales (exemple D).

## Différents types
Le retard est qualifié de supérieur lorsqu'il est situé au-dessus de la note résolutive (exemples A, C & D), et d'inférieur dans le cas inverse (exemple B). Par ailleurs les retards peuvent être simultanés (exemple D).
- Le retard supérieur se produit le plus souvent sur la fondamentale ou la tierce ; moins fréquemment, sur la quinte ou la septième. Le retard de la quinte est intéressant si celle-ci est doublée — dissonance de neuvième —, ou encore s'il a lieu dans un accord de septième ou de neuvième, dans lesquels un tel retard produit une dissonance avec la septième.

- Plus rare, le retard inférieur peut se produire sur la fondamentale, la tierce ou la quinte. Généralement, on ne l'utilise que lorsqu'il est situé à un demi-ton diatonique de la note retardée.

- Les retards peuvent être simultanés. Ainsi, on peut avoir jusqu'à trois parties retardées. Dans ce cas, la basse ne doit pas être retardée. C'est à ce titre que les accords de onzième et de treizième tonique peuvent être respectivement analysés comme des accords de septième et neuvième de dominante retardés sur la tonique. Un retard peut être doublé à l'octave : dans ce cas bien sûr, une des parties fera une résolution ascendante, l'autre, une résolution descendante.

## Principes de réalisation
Un retard peut avoir lieu dans n'importe quelle partie, mais exclusivement sur un temps fort — ou une partie forte de temps. On peut cependant le placer sur le deuxième temps d'une mesure à trois temps à condition que la note résolutive se trouve sur le temps suivant — le troisième temps, donc.
- Les notes réelles ordinairement retardées dans un accord sont la fondamentale, la tierce, ou la quinte.
- La réalisation doit rester correcte même si l'on supprime le retard.

### Préparation
Pour être préparé, le retard doit être entendu à la même partie dans l'accord précédent dans lequel cette note doit être une note réelle. Par ailleurs, cette note préparatoire doit être au moins aussi longue que le retard. On tolère cependant et exclusivement dans les rythmes ternaires, que la note préparatoire puisse être deux fois plus courte que le retard.

### Rencontre de la note retardée et du retard
Il est en principe préférable de ne pas faire entendre la doublure de la note retardée en même temps que le retard.
- Cependant, lorsque le retard est à la partie supérieure, cette doublure peut apparaître à la basse pendant l'accord à retard, à condition toutefois, d'une part, que la note en question puisse être doublée, d'autre part, qu'il y ait une distance d'octave juste au moins entre la note résolutive et sa doublure. Le cas le plus courant est le retard de la fondamentale avec doublure à la basse.
- Si la doublure apparaît dans une partie intermédiaire, il est préférable que les deux parties concernées procèdent par mouvement contraire et conjoint. Par ailleurs, il est bon que ces deux parties soient séparées par une troisième partie au moins.

### Résolution
La résolution doit se faire sur temps faible — ou partie faible de temps —, sauf en cas de retard de longue durée — un retard d'une mesure, par exemple —, où l'on admet que la résolution se fasse sur temps fort. Comme toute note attractive, le retard peut faire une résolution régulière ou irrégulière.
- Quand la résolution est régulière, l'accord résolutif est identique à l'accord à retard. Le retard inférieur se résout alors par mouvement conjoint ascendant, et le retard supérieur, par mouvement conjoint descendant. Avant de se résoudre, le retard peut faire un mouvement mélodique — même disjoint — sur une des notes réelles de l'accord. Le retard peut faire une résolution régulière par mouvement disjoint. Dans ce cas, l'accord résolutif est identique à l'accord à retard, et la note résolutive est généralement entendue à une autre partie.
- Le retard enfin, fait une résolution irrégulière quand l'accord résolutif est différent de l'accord à retard. Dans ce cas, la résolution se fait soit en restant en place par unisson juste ou par enharmonie, soit en procédant par mouvement conjoint.

Que la résolution soit ou non régulière, l'essentiel est que la note résolutive soit une note réelle de l'accord résolutif.